# Галишникова, Вера Владимировна
Вера Владимировна Галишникова (28 августа 1960, Баку) — российский учёный в области строительства, доктор технических наук, профессор департамента строительства Инженерной академии РУДН, проректор МГСУ.

## Краткая информация
- 1982 год — окончила строительный факультет Саратовского политехнического института по кафедре строительных конструкций и специальности «Промышленное и гражданское строительство».
- 1984-1999 годы — работала в Саратовском политехническом институте (с 1992 года — Саратовский технический университет).
- 1991 год — защитила диссертацию на соискание ученой степени кандидата технических наук по специальности «Строительная механика» в Московском инженерно-строительном университете. Тема: «Решение задач изгиба прямоугольных сетчатых пластинок методом декомпозиции».
- 1998 годы — присвоено ученое звание доцента по кафедре промышленного и гражданского строительства.
- 1998-2009 годы — работала в Волгоградском архитектурно-строительном университете.
- 2004 год — защитила диссертацию на степень Ph.D. в университете штата Мичиган (США) по направлению «Civil Engineering». Тема «Decomposition and Consecutive Dynamic Condensation Methods for Static and Dynamic Analysis of Single Layer Lattice Plates».
- 2015 год — защитила диссертацию на соискание степени доктора технических наук по специальности «Строительная механика» в Национальном исследовательском Московском государственном строительном университете. Тема: «Обобщенная геометрически нелинейная теория и методы численного анализа деформирования и устойчивости пространственных стержневых систем».
- 2009-2016 годы — заведующий кафедрой строительных конструкций и сооружений Российского университета дружбы народов.
- 2016-2020 год — директор департамента архитектуры и строительства Инженерной академии Российского университета дружбы народов.
- 2020 год — проректор Московского государственного строительного университета.

## Преподавание
- Руководитель программ магистратуры по направлению «Строительство»:
  1. «Теория и проектирование зданий и сооружений» на русском и английском языках;
  2. «Вычислительная строительная инженерия» на английском языке.
- Читает курсы для студентов бакалавриата и магистратуры направления «Строительство»:
  1. «Строительные конструкции (металлические)»;
  2. «Метод конечных элементов в расчетах сооружений»;
  3. «Динамика сооружений»;
  4. «Computational Mechanics»;
  5. «Stability of Structures»;
  6. «Nonlinear analysis of structures»;
  7. «Design of Steel Structures»;
  8. «Theory of Elasticity».

## Наука
- Исследует математическое моделирование геометрически и физически нелинейного поведения сложных конструктивных систем, а также разработку алгоритмов и программ нелинейного анализа. Цель исследований — повышение надежности программ расчета строительных конструкций, создание прототипов коммерческих программных продуктов на основе новых математических моделей, технологий производства программного обеспечения и технологий распределенных вычислений. В результате исследований созданы математические модели нелинейного поведения конструктивных систем, а также разработаны и реализованы в программах алгоритмы геометрически и физически нелинейных расчетов сооружений.
- Совместно с Берлинским техническим университетом ведет научный проект «Разработка технологии построения цифровых моделей зданий на основе топологических зависимостей» (Top.BIM). Цель проекта — создание цифровой платформы для информационного моделирования строительных объектов. Платформа будет использована для разработки моделей оперативного взаимодействия между физическими строительными объектами, их цифровыми моделями и людьми при планировании, строительстве, эксплуатации и обслуживании построенных объектов, например, Material model: Construct building components and arrange them in a global coordinate system (compare to the material method of Lagrange in mechanics); Spatial model: Decompose Euclidian space into cells Form building components by filling cells with material (compare to the spatial method of Euler in mechanics). Топология должна служить основой для последовательного моделирования пространственных, материальных, функциональных, эксплуатационных и экономических характеристик, а также поведения построенных объектов на протяжении всего жизненного цикла.
- Совместного с Вроцлавским технологическим университетом ведет научный проект «Индустриальный строительный процесс. Строительство 4.0». Проект нацелен на внедрение фундаментальной концепции индустрии 4.0 (конструкция — материал — технология) в строительную сферу. В рамках проекта проводится разработка новых композитных строительных конструкций на основе цементного вяжущего и базальтовых и углеродных волокон, а также технологических условий их производства и возведения, нормативной и методической документации по их применению. Исследуемые конструкции предназначены для использования в массовом строительстве, в особенности в условиях агрессивных сред и в сейсмоопасных регионах.
- По итогам научных исследований, опубликовано более 60 научных статей, получен патент на изобретение «емкости», предназначенной для хранения и транспортирования жидких, сыпучих материалов.

## Научные интересы
- Математическое моделирование геометрически и физически нелинейного поведения сложных конструктивных систем.
- Разработка алгоритмов и программ нелинейного анализа.
- Исследования в области цифрового моделирования объектов строительства.
- Разработка новых композитных строительных конструкций на основе цементного вяжущего и базальтовых и углеродных волокон.
- Разработка технологий аддитивного производства для строительной отрасли, в том числе: разработка аддитивных технологий возведения сооружений с использованием одномерных армирующих наполнителей; разработка аддитивных строительных технологий с одновременным армированием возводимых конструкций композитной арматурой в виде стержней или сеток на основе базальтовых или углеродных волокон; создание новых материалов для использования в строительной 3D-печати, в том числе с учетом региональных особенностей; разработка технологий компьютерного моделирования и ввода проектной информации для прямого цифрового производства.

## Список публикаций
- Galishnikova V., Dunaiski P., Pahl P.J. Geometrically Nonlinear Analysis of Plane Trusses and Frames. SUN MeDIA. — Stellenbosch, (Republic of South Africa), 2009. −382 р. (монография).
- Galishnikova V. Stability Analysis of Space Trusses // International Journal for Computational Civil and Structural Engineering. — 2009. — Vol.5, Issue 1,2. P. 35-44.
- Galishnikova, V.V.; Lebed, E.V. A reliable method for the stability analysis of structures. Journal of Fundamental and Applied Sciences, [S.l.], v. 9, n. 7S, p. 484—496, nov. 2017. ISSN 1112-9867.
- Кривошапко, С. Н., Галишникова, В. В. Архитектурно-строительные конструкции. Учебник для академического бакалавриата. — Юррайт, 2019.